# Poplar Creek Music Theater
Das Poplar Creek Music Theater war ein Amphitheater in Hoffman Estates, Illinois.

## Geschichte
Die Freiluftarena wurde im Jahr 1980 eröffnet und 1994 geschlossen. Während der 14 Jahre wurden auf dem Areal, das aus einem überdachten Pavilion und einem grasbewachsenen Feld bestand, viele Konzerte international bekannter Künstler wie Eric Clapton, Elton John und AC/DC veranstaltet. Eric Clapton hält den Zuschauerrekord für das Theater. Der Brite verkaufte 25.057 Eintrittskarten während seiner World Tour 1992.